# Arnold Krug
Pour les articles homonymes, voir Krug.
Arnold Krug (Hambourg, 16 octobre 1849 – Hambourg, 14 août 1904) est un compositeur et professeur de musique allemand. Gustav Jenner figure parmi ses nombreux étudiants. 

## Biographie
Arnold Krug commence ses études musicales par des leçons de piano auprès de son père, Diederich Krug, lui-même pianiste et compositeur. Il poursuit son apprentissage au Conservatoire de Leipzig où il étudie avec Carl Reinecke, puis à Berlin, avec Friedrich Kiel et Eduard Franck. Dès la fin de ses études, il enseigne pendant plusieurs années au conservatoire Stern à Berlin, avant de retourner à Hambourg, où il est resté jusqu'à la fin de ses jours, principalement comme professeur de musique et chef de chœur.

## Sextuor du prix
Bien qu'il ait écrit des œuvres de plusieurs genres différents, notamment des symphonies, des ouvertures pour orchestre, des opéras, des œuvres pour piano et de la musique de chambre, ce sont ses œuvres chorales qui ont retenu l'attention. Cependant, aujourd'hui, on se souvient surtout de lui pour son sextuor à cordes en ré majeur, op. 68. 
Ce sextuor à cordes était connu sous le nom de « Sextuor du prix » parce que Krug avait remporté le prix Stelzner de musique de chambre avec cette composition. Le Sextuor du prix était à l'origine pour 2 violons, alto, violotta, violoncelle et Cellone, mais l'éditeur, Fritz Kistner, a judicieusement produit une édition pour la combinaison standard de 2 violons, 2 altos et 2 violoncelles appelée version Stelzner. Wilhelm Altmann, le célèbre critique de musique de chambre, a écrit : 

« Si ce n’est pas un chef-d’œuvre du plus haut niveau du début à la fin, le sextuor de Krug remporte néanmoins de grands honneurs. Il utilise habilement ses thèmes et ses sonorités ont beaucoup de succès. Le premier mouvement, Allegro, commence par une introduction courte mais puissante qui donne l’impression d’une tempête. Au lieu de cela, la mélodie principale est assez géniale et large. Plus tard, Krug tisse habilement l’introduction dans le deuxième thème et l’utilise dans le cadre de la coda. Le deuxième mouvement, Adagio tranquillo, se caractérise par une mélodie calme et profondément ressentie, qui est interrompue par une section médiane urgente et extrêmement dramatique. Il n’y a pas de scherzo, mais le premier thème animé du finale, Allegro, semble combler cette lacune. Un deuxième thème plus calme et plus lyrique fournit un excellent contraste. »

## Œuvre
- Symphonie no 1 en si mineur (1866, non publié)
- Symphonie no 2 en ut majeur, op. 9 (1876 ; éd. Thiemer, Hambourg)
- Prologue symphonique sur l'Othello de William Shakespeare, op. 27 (Leipzig, Forberg)
- Gretchen im Kerker
- Tragödienouvertüre (non publié)
- Orchestersuite Aus der Wanderzeit
- Romanische Tänze pour orchestre
- Liebesnovelle, op. 14
- Italienische Reiseskizzen pour violon et orchestre à cordes, op. 12
- Ouverture de concert symphonique sur le Nibelungen (non publié)
- Sigurd, pour solistes, chœur et orchestre, op. 25, poème de Theodor Souchay
- nombreuses œuvres pour piano, publiées par Augener, Londres (Web-OPAC British Library)
- Bunte Blätter, op. 90 (publié par Steingräber, Leipzig 1899) : Romanze. Maientanz. In wiegendem Kahn. Capriccietto. Bitte. Am Neujahrsmorgen. Im Grünen. Fliegendes Blatt. Das kranke Vöglein. Gondoliera. Nocturne. Im schönen Wien[1]
- Œuvres chorales, par exemple : Psalm 130 à cinq voix et chœur mixte
- Quatuor avec piano, op. 16 (1878–1879)
- Sextuor à cordes en ré majeur, op. 68 (1896)

## Discographie
- Quatuor avec piano et Sextuor - Linos Ensemble (17-20 octobre 2014, CPO 555 030-2) (OCLC 1037745978)